# Episodi di Joséphine, ange gardien (prima stagione)
Joséphine, ange gardien è una serie televisiva francese, andata in onda sinora per 22 stagioni. Qui sotto è riportata la trama dell'unico episodio della prima stagione della trasmissione, uscita in Francia nel 1997 e in Italia nel 2016.

| n° | Titolo originale      | Titolo italiano         | Prima Tv Francia | Prima Tv Italia |
| -- | --------------------- | ----------------------- | ---------------- | --------------- |
| 1  | Le miroir aux enfants | La piccola pattinatrice | 15 dicembre 1997 | 2016            |

## Episodio 1: La piccola pattinatrice
- Titolo originale: Le miroir aux enfants
- Diretto da:
- Scritto da:

### Trama
Joséphine risponde alla richiesta d'aiuto di una bambina di dieci anni chiamata Alice la cui madre ha deciso di far diventare campionessa di pattinaggio a tutti i costi.